# Subpolares Klima

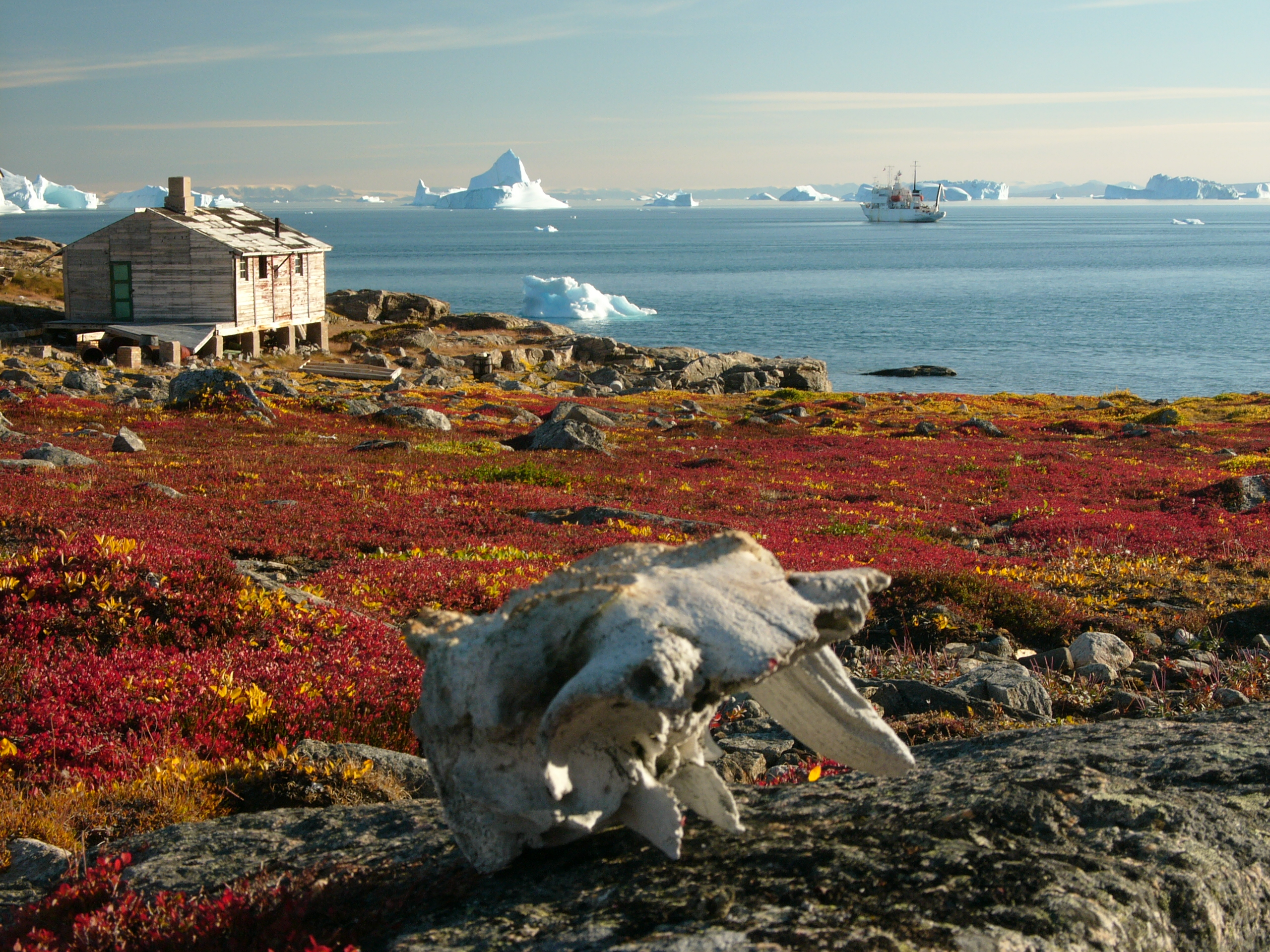
Mit subpolar wird unter anderem „ein Gebiet am Rand des ewigen Eises“ assoziiert (Ostgrönland)

Subpolares Klima (von lateinisch sub = „unter, unterhalb“ der Polargebiete) – für die Nordhalbkugel wird häufig synonym subarktisches Klima und für die Südhalbkugel subantarktisches Klima verwendet – ist eine mehrdeutige und unscharfe Bezeichnung für
- die Subzone der Polargebiete, die von der hochpolaren Subzone in die Gemäßigte Klimazone überleitet – mit unterschiedlichen Zuordnungen
- Klimate hoher und mittlerer Breiten, die ganzjährig oder die meiste Zeit im Einflussbereich der polaren Klimazone liegen:
  - nach Köppen und Geiger dauerfeuchte Klimate (Typ Cfc), die sich von den Mittelbreiten bis in die Polarzone erstrecken,
  - nach Troll und Paffen dauerfeuchte Klimate (Typ I4) am Rand der Polargebiete.

Es ist demnach nicht ohne Zusatzinformationen erkennbar, ob es sich um einen Klimatyp, der nur einen Teil einer Klimazone betrifft; oder um eine uneinheitlich definierte erdumspannende Klimazone handelt, die jeweils zwischen den beiden Polargebieten und gemäßigten Zonen – entweder als Subzone der Polargebiete oder als separate Zone – lokalisiert wird.
Die genaue Abgrenzung wird sehr unterschiedlich vorgenommen, sodass die Verwendung dieser Bezeichnungen häufig irreführend ist.

## Subzone der Polargebiete
Der Begriff Subpolare Klimazone entstammt den genetischen Klimaklassifikationen, die sich vorwiegend auf Phänomene der atmosphärischen Luftzirkulation beziehen. Wie bereits Hermann Flohn bemerkte, ist es problematisch, diese sehr veränderliche Zone auf die Klimaverhältnisse am Boden zu übertragen: So erstreckt sie sich etwa über große Teile (effektiv definierter) polarer und/oder borealer Klimate bis hin zu den kühlgemäßigten Zonen, sodass keine sinnvolle Übereinstimmung mit den gängigen Einteilungen effektiver Klimaklassifikationen möglich ist.

### Genetische Abgrenzung
Die ursprüngliche Abgrenzung der subpolaren Zone in den bekannten genetischen Ansätzen beruht auf sehr wenigen Merkmalen:
Nach Alissow (1936/1950) ist die subarktische Zone – oder Subarktis – begrenzt durch die Lage der Polarfront (dem dynamischen Verwirbelungsbereich polarer Kaltluft und subtropischer Warmluft). Dies führt zu häufigen Niederschlägen, jedoch immer mit geringer Intensität. Flohn (1950) bezog sich ebenfalls auf die Polarfront und verortete die subpolare Zone „längs der polnahen Zugstraßen der Zyklonen“, die durch „ein Maximum der Wind- und Wetterveränderlichkeit“ charakterisiert werden. Neef (1954) – dessen Klimakarte auf Flohns Arbeit aufbaut – bezieht sich nur noch auf die Windverhältnisse, die im Sommer durch außertropische Westwinde und im Winter durch polare Ostwinde gekennzeichnet sind.
Neefs Festlegung zeigt deutlich die jahreszeitliche Veränderung der Zone, die im Sommer Teil der kaltgemäßigten Zone und im Winter der Polarzone ist. Dies ist die Ursache für die große Uneinheitlichkeit bei der Übertragung auf andere Klassifikationsmodelle. Unter Berücksichtigung der großen Schwankungen wird die subarktische Zone zwischen 60 und 80° Nord lokalisiert und die subantarktische Zone – oder Subantarktis – zwischen 55 und 70° südlicher Breite.

### Einordnung
Die Subpolarzone ist eine eigenständige Zonenkategorie, die kaum in die Reihe der nur sehr langsam veränderlichen klassischen Klimazonen (Polarzone, Mittelbreiten, Subtropen, Tropen) integriert werden kann, da die vergleichbaren Merkmale wie Tageslängen, Temperaturen, Niederschläge oder Jahreszeiten nicht einheitlich festgelegt werden können. Sie repräsentiert die permanente Veränderlichkeit der Subpolaren Tiefdruckrinne.
Flohn – der den Begriff als einer der ersten Wissenschaftler verwendete – stellte 1957 die Eigenständigkeit dieser Zone in Frage.

### Unterschiedliche Zuordnungen
| Tundra | Waldtundra | Borealer Nadelwald | ▢ (Subpolares) Cfc-Klima | ▢ Subpolares, hochozeanisches Klima – I4 |

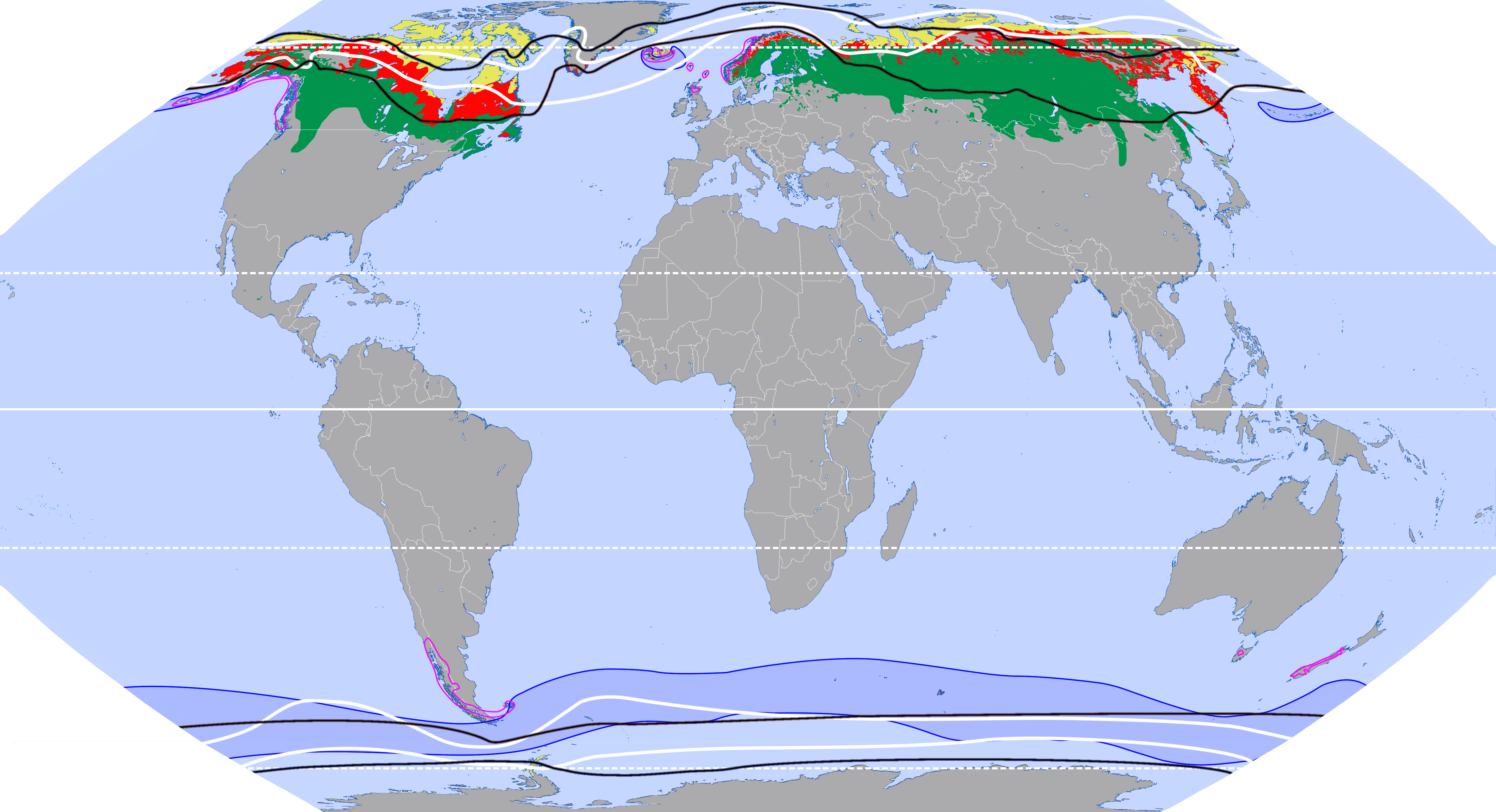
Subpolare Klimazone(n): Unterschiedliche Festlegungen (Beispiele)
Schwarz = nach Siegmund und Frankenberg / Weiß = nach Neef (Grundlage Flohn)
Vegetation u./o. Makroklimate:

Trotz der geschilderten Problematik wird der Begriff subpolare Zone heute in sehr unterschiedlicher (zum Teil gegensätzlicher) Weise verwendet. Im Folgenden einige Beispiele (Vom Pol äquatorwärts sortiert. Sofern vorhanden und kein Verweis auf ein anderes Lemma, werden die wesentlichen klimatischen Merkmale genannt):
- Tundrenzone
  - In Verbindung mit Aussagen zum hochpolaren Klima wird das Adjektiv subpolar im Allgemeinen verwendet, um die milderen Randbereiche des Polarklimas zu benennen, die nicht ständig eisbedeckt sind – mithin die Kältewüsten und Tundren bzw. Tundrenklimate.
  - In vielen Publikationen (u. a. bei Troll & Paffen 1964)[4] sowie beim darauf aufbauenden Zonenkonzept der Ökozonen nach Schultz (1988) werden die Polargebiete als „Polare/Subpolare Zone“ zusammengefasst. Die subpolaren Gebiete entsprechen hier den polaren Tundren. Bei Troll & Paffen wird konkret nur die Zone der Subarktischen Tundrenklimate untergliedert.
  - Auch Müller-Hohenstein (1989) definiert eine Subpolare Tundrenzone als eine seiner geoökologische Zonen. Nach seiner Definition liegt die Jahresmitteltemperatur zwischen −10 und −15 °C und die mittlere Temperatur des wärmsten Monats erreicht mehr als 6 °C, die jährliche Niederschlagssumme bleibt unter 300 mm. Das Klima ist vollhumid mit einer Vegetationsperiode von 30–90 Tagen (Summe der humiden Tage mit mindestens 10 °C)[5]
  - Im Diercke Wörterbuch Geographie bilden ebenfalls die Tundren im weiteren Sinne die subarktische Zone. Sie werden durch kurze, milde Sommer mit einer Vegetationsperiode von 70–100 Tagen sowie Permafrost gekennzeichnet.…
- Waldtundrenzone
  - … im engen Sinne werden jedoch nur die Waldtundren einbezogen (die es im Gegensatz zur Tundra auch nur auf der Nordhalbkugel gibt).[6]
  - Der Bezug auf die Zone der Waldtundra ist in der Literatur häufiger anzutreffen und korreliert mit der subalpinen Höhenstufe der Gebirgsklimate, die ebenfalls (meistens) die Klimaregion zwischen Wald- und Baumgrenze umfasst
- Tundra und Taiga
  - Im Herder Lexikon Geographie werden die subarktische und die subpolare Zone als Übergangsklima zwischen polarem und gemäßigtem Klima bezeichnet, die durch Tundren und (boreale) Nadelwälder mit sehr kalten Wintern gekennzeichnet sind. Die Zone wird für die Südhalbkugel zwischen 55 und 60° und für die Nordhalbkugel „zum Teil wesentlich brieiter“ angesetzt.[7]
  - In der Brockhaus Enzyklopädie steht: „die Klimazonen, die den Übergang von den gemäßigten zu den Polarzonen bilden, etwa zwischen 60° und 70° nördlicher und südlicher Breite.“ Klimatische Bedingungen sind vorherrschende polare Ostwinde, ganzjährig schwache Niederschläge und kurze, kühle Sommer. Zudem wird das „Auftreten von Tundra“ genannt, obwohl zwischen den genannten Breitenkreisangaben zweifellos sowohl Tundra als auch Taiga vorkommen[8]
- Individuelle Zuordnung nach Isothermen
  - Siegmund & Frankenberg benutzen für die kalte Zone ihrer Klimaklassifikation (die zwischen Eiszone und kühler Zone liegt und durch Jahresdurchschnittstemperaturen von –10 °C bis 0 °C abgegrenzt wird) auch die Bezeichnung Subpolare Zone[9] (vermutlich, um die deutlich abweichenden Unterschiede zur kaltgemäßigten Zone anderer Modelle bereits im Namen kenntlich zu machen)
- Boreale Nadelwaldzone
  - Im Wörterbuch der Ökologie von Matthias Schaefer steht bei „subarktisch (subarctic)“: „an die → arktische Klimazone angrenzend. → boreal.“ Hier ist demnach nur die boreale (oder kaltgemäßigte Klimazone) gemeint.[10] Diese Gleichsetzung zielt auf die Verwendung im englischen Sprachraum, in dem die „Subarctic zone“ ein Synonym für die boreale Zone ist
  - Trewartha spricht bei seinem Klimatyp E von subarktischen oder borealen Klimaten der nördlichen Hemisphäre.
  - Auch die Köppen & Geiger-Klimate Dfc, Dwc und Dsc werden von einigen Autoren als kaltgemäßigte oder subarktische Klimate zusammengefasst. Ihre Fläche deckt sich weitestgehend mit den nordischen Nadelwäldern

## Klimatyp: Polar beeinflusste Ozeanklimate
Sowohl Köppen & Geiger als auch Troll & Paffen verwenden in ihren effektiven Klimaklassifikationen die Bezeichnung subpolar jeweils für einen hochozeanischen Klimatyp, der Regionen betrifft, die ständig oder sehr häufig unter dem Einfluss polarer Luftmassen (Polarfront) stehen, die jedoch durch die Lage direkt an oder in Ozeanen thermisch erheblich abgemildert und hygrisch ständig mit Feuchtigkeit gesättigt werden. Es handelt sich bei diesen Regionen ausschließlich um Inseln oder schmale Küstenstreifen.

### Cfc-Klima nach Köppen

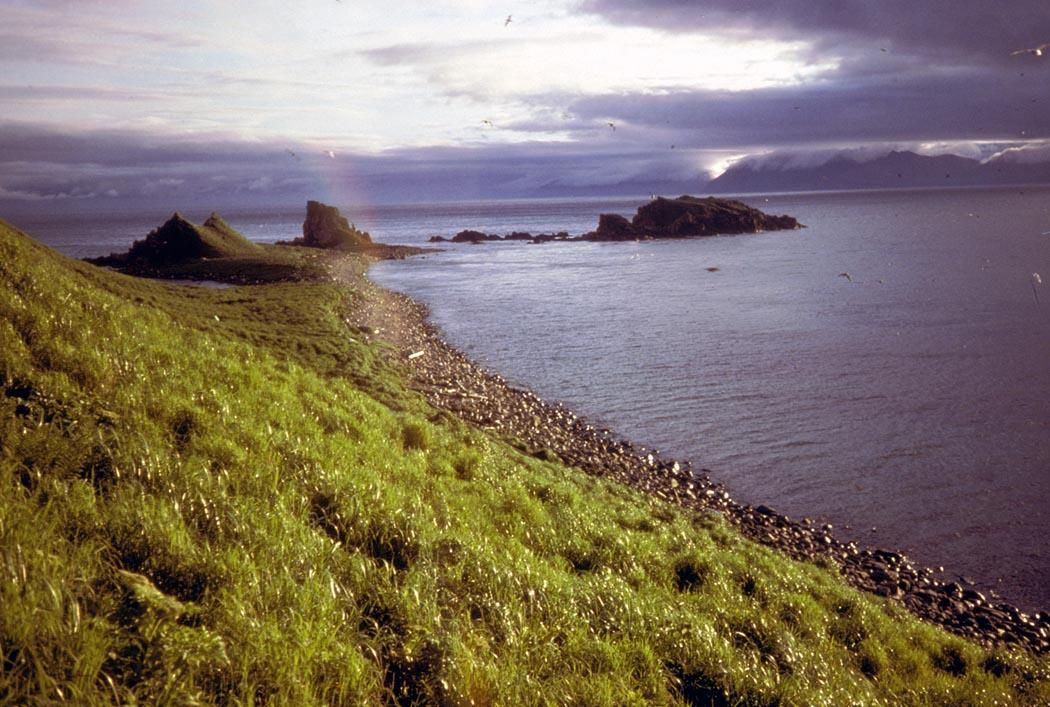
Subpolare Wiesen auf den Aleuten vor Alaska

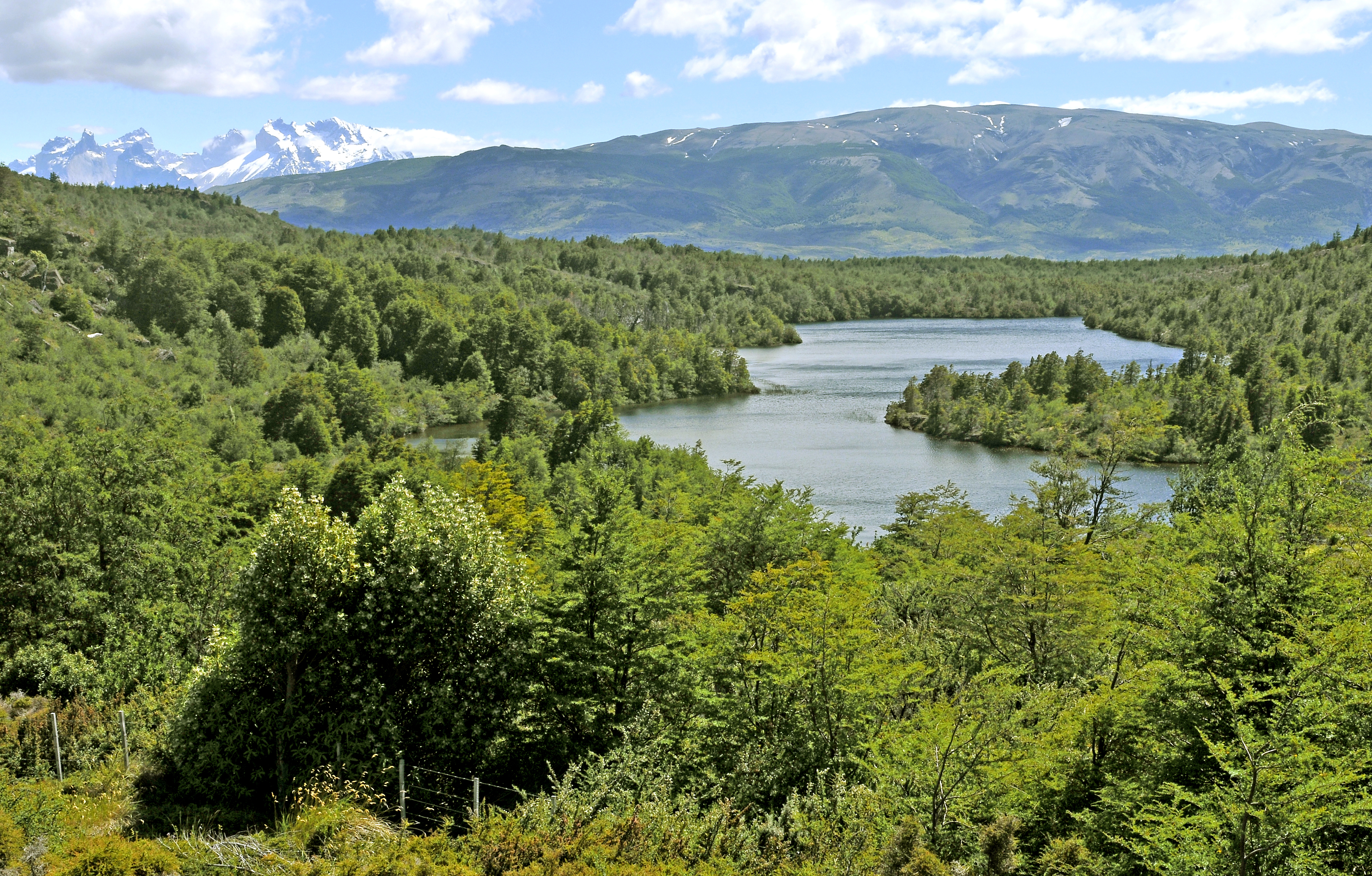
Subpolarer Südbuchenwald in Süd-Chile

Häufig bezieht sich die Bezeichnung subpolares Klima auf den Klimatyp Cfc der Klassifikation nach Köppen & Geiger, die in manchen Publikationen subpolares Ozeanklima (Subpolar oceanic climate) genannt wird. Da diese Klimaklassifikation weltweit am weitesten verbreitet ist, wird diese Bedeutungszuweisung meistens nicht näher erläutert. Irreführend ist zudem, dass einige Autoren die Benennungen marine west coast climate (maritimes Westseitenklima) bevorzugen, um zu verdeutlichen, dass das Cfc-Klima nach Köppen zu den warmgemäßigten Regenklimaten und nicht zu polaren Klimaten gehört.
Köppen definiert diesen Klimatyp thermisch
- über den Durchschnitt des kältesten Monats, der über 0 ° bis minimal −3 °C liegt
- ein bis drei Monate, die über 10 °C liegen.

Hygrisch herrscht eine gleichmäßige Niederschlagsverteilung ohne signifikante Unterschiede zwischen den Jahreszeiten.
Diese Abgrenzung lässt keine Einordnung nach den üblichen Klimazonendefinitionen zu: sie umfasst sowohl polare „wintermilde Tundrenklimate“ als auch Teile (kalt)gemäßigter Regenwaldklimate.
Die Winter sind lang und mild mit relativ viel Schnee, die Sommer kühl und kurz, Temperaturextreme sind selten.
Laut Encyclopædia Britannica liegt dieser Klimatyp: „polwärts des maritimen Seeklimas an den regenreichen Westküsten der Kontinente (Übersetzung)“ und repräsentiert sehr niederschlagsreiche, von polaren Luftmassen beeinflusste Inseln oder sehr schmale Westküstenstreifen im Bereich der (solaren) gemäßigten Zonen. Die Vegetation besteht in den kältesten Bereichen aus tundraähnlichen subpolaren Wiesen, Strauchheiden oder Mooren bis hin zu gemäßigtem Regenwald in den wärmsten Regionen.
Das Cfc-Klima kommt überall nur in sehr kleinen Regionen vor. Es hat seine größte Verbreitung im Süden Chiles (Teile des Magellanischen Regenwaldes und der Scheinbuchen-Bergwälder). Darüber hinaus findet es sich auf der Südhalbkugel in kleine Bereichen der Falklandinseln, Gebirgen im Inneren Tasmaniens, kleinen Bereichen in den australischen Alpen, sowie auf den Aucklandinseln und an Hanglagen der Südwestküste der Südinsel Neuseelands. Mit einigen hohen Bergregionen Neuguineas kommt das Cfc-Klima auch in den Tropen vor. Auf der Nordhalbkugel auf den mittleren Inseln der Aleuten bis hin zu kleinen Hanglagen am Alaska Panhandle (USA) und größeren Teilen der kanadischen Inseln Graham und Vancouver, etliche Teile der Südküste Island, die Färöerinseln, große Teile der schottischen Highlands, einige fragmentierte Gebiete entlang der norwegischen Fjordküste und an Berghängen der Provinz Møre og Romsdal, der größte Teil der Lofoten, die Vesterålen und Teile von Tromsø als nördlichster Region.

### I4 – Subpolare, hochozeanische Klimate nach Troll

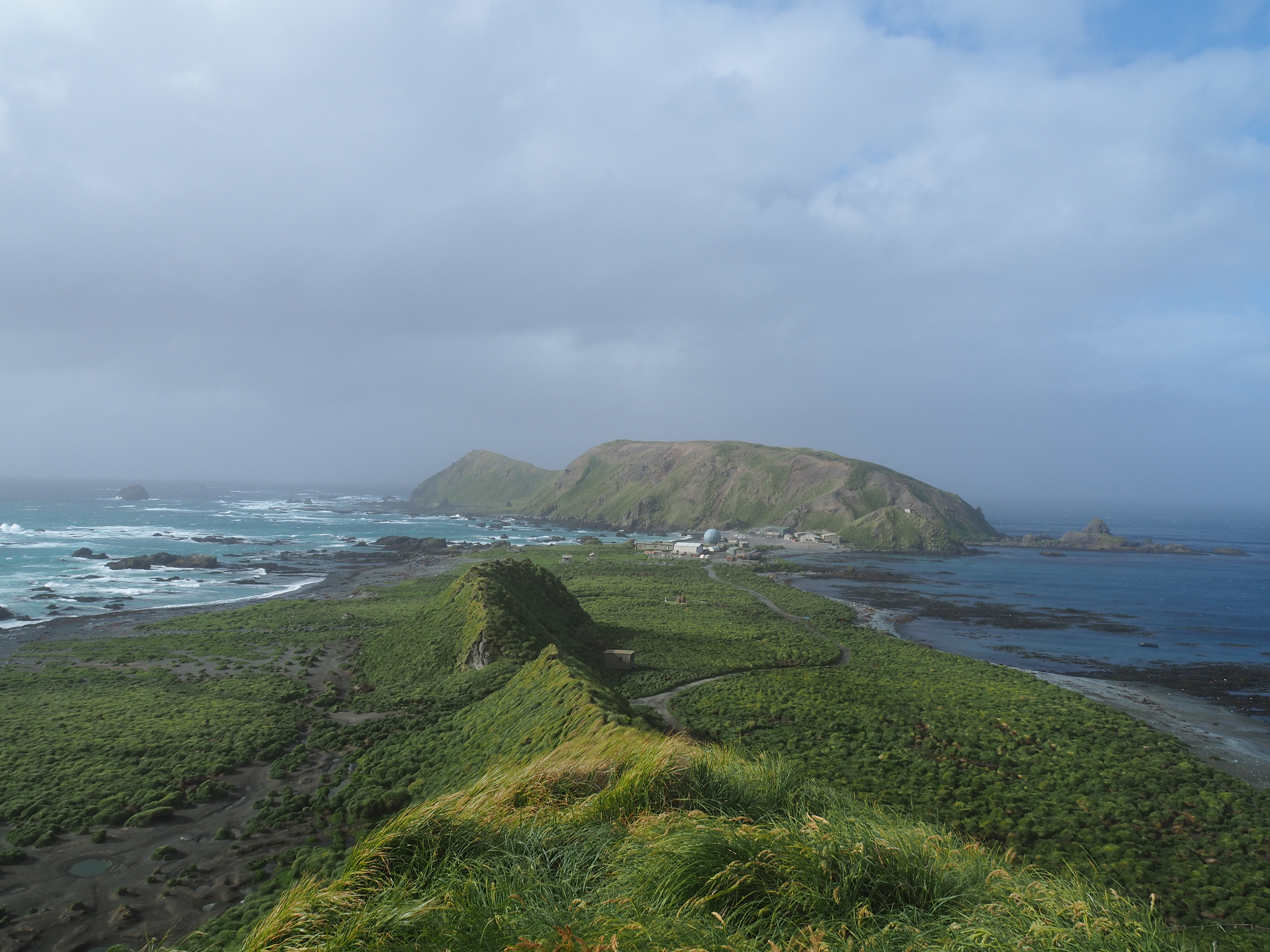
Subpolare Wiesen auf der australischen Macquarieinsel

Die subpolaren, hochozeanischen Klimate nach Troll & Paffen überschneiden sich mit dem Köppenklima Cfc. Sie umfassen ebenfalls dauerfeuchte, ausgesprochene Ozeanklimate im Einflussbereich der Polargebiete. Im Gegensatz dazu betreffen sie jedoch aufgrund niedrigerer Temperaturfestlegungen ausschließlich „wintermilde Tundrenklimate“, die thermisch zur polaren Klimazone gehören.
Troll definiert dieses Klima über drei thermische Grenzwerte:
- Mitteltemperatur des wärmsten Monats +5 bis 12 °C
- Mitteltemperatur des kältesten Monats +2 bis −8 °C
- Maximale jährliche Temperaturunterschiede (Amplitude) unter 13 (meist <10) K

Die unmittelbare Nähe von Ozeanen und die geringe Verdunstungsrate der eher hohen Breiten führt hygrisch zu dauerfeuchten Verhältnissen.
Diese Festlegung umfasst Gebiete mit mäßig kalten, eher schneearmen Wintern und kühlen Sommern unter 10 °C, sodass in der Regel keine Bäume wachsen können. Die Vegetation besteht stattdessen aus subpolarer Grasland- oder Strauchtundra sowie Küstenmooren.
Auf Trolls Karte der Jahreszeitenklimate wird das Klima I4 auf der Südhalbkugel als erdumspannende Subzone ausgewiesen, in der unter anderem die südlichen Küstengebiete Feuerlands, Ostfalkland und die Kerguelen als größte Landgebiete des Klimatyps liegen. Auf der Nordhalbkugel hingegen finden sich nur zwei isolierte regionale Klimatypen von der Aleutenkette bis West-Kodiak und in einem Südbogen von der West- bis zur Ostküste von Island.